# Ladislav Suchánek
Ladislav Suchánek (14. června 1925 Vyškov – 18. prosince 2001 Brno) byl český herec, zakládající a jeden z nejvýznamnějších členů Satirického divadla Večerní Brno.

## Životopis
Narodil se 14. června 1925 ve Vyškově. Od roku 1950 hrál ve Slováckém divadle v Uherském Hradišti. V roce 1959 přešel do Brna, kde stál u zrodu Satirického divadla Večerní Brno a v letech 1959-1960 byl jeho ředitelem. V té době zároveň patřil i k nejvýznamnějším členům tohoto divadla. Neoddělitelnou součástí jeho umělecké tvorby bylo jeho zkratkové, karikaturní herectví a také zvučný bas, jímž obohatil kromě inscenací i brněnská rozhlasová a dabingová díla.